# Jane Austen

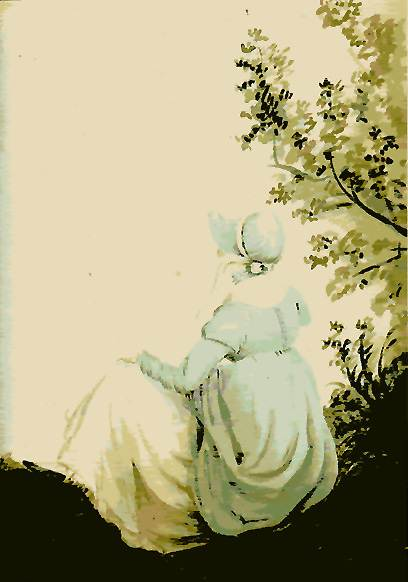
Jane Austen, geschilderd door haar zuster Cassandra in 1804

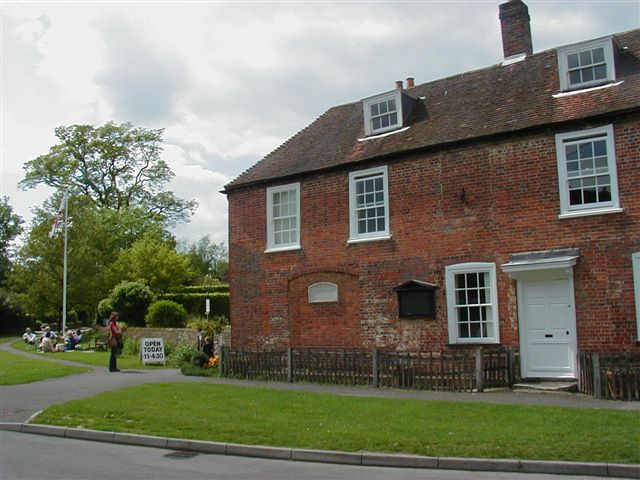
Het huis van Jane Austen (tegenwoordig is het een museum)

Jane Austen (Steventon, 16 december 1775 – Winchester, 18 juli 1817) was een prominente Engelse romanschrijfster van wie het werk nu deel uitmaakt van de westerse literaire canon. De vorm en dramatische inhoud van haar fictie vormen een sterk contrast met het teruggetrokken leven dat ze in werkelijkheid leidde.
Haar realisme, bijtend sociaal commentaar en haar gebruik van de vrije indirecte rede, een tot dan toe weinig gebruikte stijlfiguur, hebben ervoor gezorgd dat ze een van de meest gelezen en meest geliefde schrijvers in de Engelse literatuur is geworden.

## Levensloop
Austen groeide op in een hecht gezin in de lagere regionen van de Engelse adel. Ze werd voornamelijk onderwezen door haar vader en oudere broers. Ook leerde ze door veel te lezen.
In 1783 volgde ze haar oudere zus Cassandra naar een internaat in Oxford. Toen in die school een ziekte uitbrak, verhuisden ze naar Southampton. Daar brak vervolgens een tyfusepidemie uit; Jane en Cassandra werden allebei ernstig ziek maar overleefden de ziekte. Twee jaar later werden de meisjes naar het internaat in Reading gestuurd dat thans Abbey School for Girls heet. Jane bleef er twee jaar, tot ze op 11-jarige leeftijd haar formele opleiding beëindigde.
De bewaarde brieven van Jane Austen suggereren dat ze misschien in januari 1796 een korte verliefdheid deelde met de Ier Tom Lefroy, maar dat diens familie zich verzette tegen een verloving.
In 1800 besloot haar vader met pensioen te gaan als predikant en te verhuizen naar Bath. Als ongehuwde dochter moest Jane vanzelfsprekend mee, hoewel ze zich veel meer aangetrokken voelde door de landelijke gemoedelijkheid van Steventon dan door het mondaine Bath. In 1802 aanvaardde ze een huwelijksaanzoek van Harris Bigg-Wither, maar veranderde 's anderendaags van mening. In 1803 werd de eerste versie van de roman Northanger Abbey onder de naam Susan weliswaar "geaccepteerd" en betaald door de uitgeverij Crosby & Co., maar tot Jane's ontzetting nooit gedrukt.
In 1805 overleed vader George. Zijn weduwe en haar ongehuwde dochters moesten op goedkope kamers wonen tot ze in 1808 mochten verhuizen naar een van de kleinere huizen op een domein van broer Edward in Chawton. Daar bleef ze wonen tot kort voor haar dood; de verhuizing naar Winchester was een poging om haar gezondheid te verbeteren - waarschijnlijk een hopeloze zaak omdat ze aan de ziekte van Addison of aan een vorm van kanker leed.
Jane Austen ligt begraven in de Kathedraal van Winchester

## Artistieke ontwikkeling
De onwrikbare steun van haar familie was van cruciaal belang voor de ontwikkeling van Austen als professioneel schrijver. Austen bleef zich als schrijfster artistiek ontwikkelen tot ze ongeveer vijfendertig jaar oud was. Al die tijd experimenteerde ze met verschillende literaire vormen, waaronder ook de briefroman, hoewel ze die vorm weer vrij snel terzijde schoof. De enige briefroman die ze schreef was Lady Susan. Ze schreef (en herschreef) drie grote romans en begon aan een vierde. Van 1811 tot 1816 bereikte ze succes als schrijfster met de romans Sense and Sensibility (1811), Pride and Prejudice (1813), Mansfield Park (1814) en Emma (1816). Ze schreef nog twee romans, Northanger Abbey en Persuasion; deze werden postuum gepubliceerd in 1818. Eén roman bleef onvoltooid omdat ze stierf voordat ze deze kon afronden; deze laatste kreeg uiteindelijk de titel Sanditon.
Austens werken vormen een kritische reactie op de sentimentele romans, een literair genre dat in de tweede helft van de achttiende eeuw erg populair was. Haar boeken vormen een onderdeel van de overgang naar het negentiende-eeuwse realisme. Austens (in essentie komische) plotlijnen wijzen op de sterke mate waarin vrouwen toentertijd afhankelijk waren van het huwelijk om sociale status en economische veiligheid te garanderen. Haar boeken gaan uitgebreid in op toen actuele morele kwesties, net als die van Samuel Johnson, een van de sterkste invloeden op haar werk.

## Receptie
Omdat Austen ervoor gekozen had om anoniem te publiceren, bracht haar werk haar tijdens haar leven weinig persoonlijke roem en slechts enkele positieve kritieken. Pas na de publicatie van haar neef James Edward Austen-Leighs boek Memoir of Jane Austen in 1869 veranderde dat. Ze werd bij een veel breder publiek bekend maar pas in het midden van de twintigste eeuw werd Austen algemeen aanvaard in de academische wereld als een "groot Engels schrijver". In de tweede helft van de twintigste eeuw groeide de kennis over Austens leven en ontstond er een schare fans die zichzelf "Janeites" noemen. Haar leven werd beschreven en verfilmd, in onder meer de film Becoming Jane met Anne Hathaway in de hoofdrol. In de film Miss Austen regrets met Olivia Williams in de hoofdrol staat haar eigen liefdesleven (of wat daarover bekend was) centraal. Haar boeken werden in veel talen vertaald, maar de televisiebewerkingen en verfilmingen waren de belangrijkste oorzaak van haar populariteit. In Love Finds You in Charm (Ohio) uit 2015 leest het Amish meisje Emma Miller boeken van Austen.

## Brieven
Er is weinig informatie over het leven van Jane Austen overgeleverd. Slechts enkele persoonlijke brieven en brieven van haar familie zijn bewaard gebleven (naar schatting slechts 160 van de 3000 brieven). Haar zus Cassandra, aan wie de meeste brieven oorspronkelijk waren gericht, verbrandde het grootste deel van Janes brieven en censureerde het kleine aantal dat wel bewaard bleef.
Andere brieven werden vernietigd door de erfgenamen van Admiraal Francis Austen, Janes broer. Het meeste van het biografische materiaal dat in de eerste vijftig jaar na haar dood werd geschreven kwam van haar familieleden en geeft het subjectieve beeld weer van de familie ten gunste van "de aardige en rustige tante Jane". Onderzoekers hebben echter weinig andere informatie kunnen vinden.

## Familie

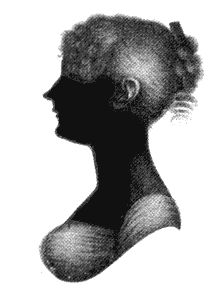
Silhouet van Cassandra Austen, Janes zuster en beste vriendin

De ouders van Jane Austen, William George Austen (1731-1805) en zijn vrouw Cassandra (1739-1827), stamden uit adellijke families met aanzien. George was afkomstig uit een familie van wolfabrikanten die door hun beroep was opgeklommen tot de lagere rangen van de landadel. Cassandra was een lid van de prominente familie Leigh, een baronet uit Stoneleigh. Ze trouwden op 26 april 1764 in Bath. Van 1765 tot 1801, dus gedurende een groot deel van Janes leven, diende vader George als predikant in de anglicaanse parochies van Steventon, Hampshire, en een nabijgelegen dorp. Van 1773 tot 1796 vulde hij zijn inkomsten aan door landbouw en door steeds drie à vier jongens tegelijk te onderwijzen en in de kost te nemen.
Austens naaste familie was vrij groot: zes broers (James (1765-1819), George (1766-1838), Edward (1767-1852), Henry Thomas (1771-1850), Francis William (Frank) (1774-1865), Charles John (1779-1852)) en een zus, Cassandra Elizabeth (1773-1845), die net als Jane ongehuwd bleef. Cassandra was Janes beste vriendin en vertrouwelinge gedurende haar leven. Van haar zes broers had Jane de beste band met Henry, die later bankier werd en, nadat zijn bank failliet ging, anglicaans predikant. Henry was ook de literair agent van zijn zuster. Binnen zijn grote vrienden- en kennissenkring uit Londen bevonden zich bankiers, handelaars, uitgevers, schilders en acteurs, en hij gunde Jane op die manier een kijkje in een sociale omgeving die normaliter voor haar onzichtbaar zou zijn gebleven vanuit het landelijke Hampshire. Janes broer George ging al op jonge leeftijd het huis uit en woonde bij een plaatselijke familie, omdat, zoals biograaf Le Faye beschrijft, George "geestelijk abnormaal" was en "onderhevig aan aanvallen". Hij was mogelijk ook doof. Charles en Frank dienden bij de marine en bereikten beiden de rang van admiraal. Edward werd geadopteerd door zijn neef Thomas Knight; hij erfde diens landgoed en nam in 1812 ook zijn naam aan.

## Romans
- Sense and Sensibility (1811). Vertaald als: Gevoel en verstand, 1922; Meisjeshoofd en meisjeshart, 195?; Verstand en onverstand, 1982 ISBN 90-274-2162-5
- Pride and Prejudice (1813). Vertaald als: Trots en vooroordeel, 1946; De gezusters Bennet (trots en vooroordeel), 1964; Waan en eigenwaan, 1980 ISBN 90-274-2137-4
- Mansfield Park (1814). Vertaald als: Mansfield Park, 1984 ISBN 90-274-2178-1
- Emma (1815). Vertaald als: Emma, 1978 ISBN 90-204-0399-0
- Northanger Abbey (postuum, 1818). Vertaald als: De abdij van Northanger, 2015 ISBN 978-90-253-0484-3
- Persuasion (postuum,1818). Vertaald als: Het late inzicht, 1953

Ze schreef ook drie kortere stukken:
- Lady Susan  (postuum, 1871)(briefroman). Vertaald als: Love & friendship, de story van Lady Susan, 2016 ISBN 978-90-5402-286-2
- The Watsons (1927) (onvolledige roman) met Sanditon vertaald als: De Watsons; Sanditon, 2005 (=2004) ISBN 90-76542-19-8
- Sanditon (1925) (onvolledige roman)

Haar vroege werken omvatten:
- Plan of a Novel (1815)
- Poems (1796–1817)
- Prayers (1796–1817)
- Letters (1796–1817)
- Henry and Eliza
- The Three Sisters
- Love and Freindship [sic]
- The History of England
- Catharine, or the Bower
- The Beautiful Cassandra